# René Cédolin
René Cedolin est un footballeur puis entraîneur français né le 13 juillet 1940 à Mantes-la-Jolie.

## Biographie
Il a été joueur à Douvres-la-Délivrande (Calvados) puis au SM Caen. Ensuite de 1959 à 1972, il a été joueur au Stade rennais avant de devenir entraîneur de ce club de 1972 à 1975. Avec Rennes, il gagna deux fois la Coupe de France en 1965 et 1971. 
Durant ces deux campagnes victorieuses du stade Rennais, il a joué deux finales, celle du 23 mai 1965 au Parc des Princes, Rennes fait match nul 2-2 avec CS Sedan, cette finale sera rejouée sans lui le 27 mai 1965, Rennes s'impose 3-1, mais il est remplacé par Jean-Pierre Brucato.
René Cédolin joue également la finale du 20 juin 1971, au stade Yves du Manoir à Colombes, Rennes bat Lyon 1-0. Un seul joueur rennais, Louis Cardiet, réussit à disputer les deux finales contre Sedan, et la finale contre Lyon.
Il fut sélectionné une fois en équipe de France B sous la houlette de Just Fontaine.
Après sa carrière de joueur, il est devenu entraîneur de Troyes de 1975 à 1978 puis de Guingamp de 1978 à 1981. Après un passage à Angers en 1981, il devient responsable du centre de formation de Sochaux, avant de partir à Niort puis à l'Olympique d'Alès pour finalement terminer sa carrière au Havre. 
Le 8 septembre 2007, a été inauguré à Douvres-la-Délivrande le stade de football qui porte son nom.

## Palmarès
- Vainqueur de la Coupe de France en 1965 et 1971 avec le Stade rennais
- Vainqueur du Trophée des champions en 1971 avec le Stade rennais